# Монтерони ди Лече
Монтеро̀ни ди Лѐче (на италиански: Monteroni di Lecce, на местен диалект Muntrùni, Мунтруни) е град и община в Южна Италия, провинция Лече, регион Пулия. Разположен е на 35 m надморска височина. Населението на общината е 13 919 души (към 2012 г.).